# Macierzanka nadobna
Macierzanka nadobna (Thymus pulcherrimus Schur.) – gatunek rośliny wieloletniej z rodziny jasnotowatych. Występuje Karpatach – w Rumunii, Ukrainie, na Słowacji oraz w Czechach i Polsce. W niektórych ujęciach bywa wyodrębniany od macierzanki karpackiej (Thymus carpathicus), a w innych taksony są utożsamiane.

## Morfologia
Pokrój
Półkrzew tworzący luźne darnie. Gatunek bardzo podobny do macierzanki karpackiej.
Łodyga
Dwa rodzaje pędów: płonne i kwiatostanowe. Pędy płonne są długie, płożące się i rosną przez wiele lat. Pędy kwiatostanowe wyrastają rzędami z pędów płonnych, mają długość do 10 cm i wznoszą się. Są wyraźnie prostokątne. Pod samym kwiatostanem owłosione są dookoła, niżej owłosione są po dwóch przeciwległych bokach.
Liście
Ciemnozielone, okrągławe, trójkątnie jajowate, lśniące i nagle ściągnięte w ogonek. Na pędach kwiatonośnych zwiększają się wyraźnie ku górze. Na brzegach mają długie rzęski, a czasami także na powierzchni są delikatnie orzęsione..
Kwiaty
Zebrane w kwiatostan – główkę. Kielich kwiatów posiada długie włoski, jest dwuwargowy, przy czym górna warga jest dłuższa od dolnej i ma trójkątnie lancetowate ząbki. Korona o purpurowym kolorze i długości 6–9 mm.
Owoc
Rozłupnia. Rozpada się na 4 twarde, suche rozłupki.

## Biologia i ekologia
Bylina. Kwitnie od czerwca do lipca. Siedlisko: murawy, skały, nadrzeczne kamieniska, upłazy, hale. Głównie na podłożu wapiennym (roślina wapieniolubna). W Tatrach rośnie aż do piętra halnego, głównie jednak po górną granicę lasu – (500–)1000–2000 m n.p.m.
Zobacz też: Rośliny tatrzańskie.

## Ochrona
W Czechach jest to takson ujęty na czerwonej Liście ze względu na rzadkość występowania. W Polsce także znajduje się pod ścisłą ochroną gatunkową.